# Govenia floridana
Govenia floridana är en orkidéart som beskrevs av Paul Martin Brown. Govenia floridana ingår i släktet Govenia och familjen orkidéer. Inga underarter finns listade i Catalogue of Life.